# Abacab/Another Record
Abacab/Another Record è un singolo del gruppo musicale britannico Genesis, pubblicato il 14 agosto 1981 come primo estratto dall'album omonimo.

## Descrizione
Il brano sul lato A, è accreditato e prodotto dai tre componenti dei Genesis; Mike Rutherford ne è il principale compositore, oltre che autore del testo,  il quale ha spiegato in un'intervista che la band etichettava le diverse sezioni delle canzoni con lettere dell'alfabeto e ad un certo punto le sezioni sono state ordinate e il risultato che veniva fuori era ABACAB, anche se poi è stata cambiata nuovamente e la struttura che sentiamo nella traccia è differente.
La canzone è stata costantemente eseguita dal gruppo nel 1981 nell'Abacab Tour, nel Three Sides Live Encore Tour del 1982, nel Mama Tour 1983-'84 e nell'Invisible Touch Tour (1986-'87. Sui primi due tour, Phil Collins avrebbe cantato il ritornello in falsetto elevati, mentre Banks e Rutherford cantavano le armonie più basso. Poi per gli ultimi due tour, Collins cantava il coro in una ottava più bassa, mentre Rutherford cantava le armonie in falsetto più alto .
Il singolo raggiunse la 26ª posizione nella Billboard Hot 100 nei primi mesi del 1982, rimanendo nelle prime quaranta posizioni per sei settimane. Era anche una top 10 hit nella classifica pop britannica, dove raggiunse la nona posizione.

## Tracce
Lato A
1. Abacab – 4:11

Lato B
1. Another Record – 4:02

## Formazione
- Tony Banks – tastiera
- Phil Collins – batteria, voce
- Mike Rutherford – basso, chitarra

## Classifiche
| Classifica (1981/82)          | Posizione massima |
| ----------------------------- | ----------------- |
| Australia                     | 35                |
| Belgio (Fiandre)              | 36                |
| Canada                        | 11                |
| Francia                       | 8                 |
| Germania                      | 28                |
| Irlanda                       | 16                |
| Italia                        | 11                |
| Norvegia                      | 8                 |
| Nuova Zelanda                 | 50                |
| Paesi Bassi                   | 25                |
| Regno Unito                   | 9                 |
| Stati Uniti                   | 26                |
| Stati Uniti (mainstream rock) | 4                 |
| Sudafrica                     | 3                 |